# Tc'ibeetaahding-kiiyaahaang
Tc'ibeetaahding-kiiyaahaang (Tc'ibeetaahkot-kiiyaahaang), banda Kato Indijanaca, porodica Athapaskan, s ušća Cahto Creeka pa do Cahto Valleya u Kaliforniji. 
Ime ove bande u prijevodu znači  'Douglas Fir-among-place' , a imali su četiri sela: Chins'aanding ("Tree Lies Place"), Seek'aibaan'aading ("Ceanothus Sticks Up Place"), Seelhsowkaanaatinding ("Blue Rock Road Crosses Up Place"), i Tc'ibeetaahding ("Among the Douglas Firs Place"). 

## Vanjske poveznice
- Cahto Band Names